# Liste der Biografien/Adh
Liste der Biografien |
Portal Biografien |
Personensuche
# |
A |
B |
C |
D |
E |
F |
G |
H |
I |
J |
K |
L |
M |
N |
O |
P |
Q |
R |
S |
T |
U |
V |
W |
X |
Y |
Z |
?
 
Aa |
Ab |
Ac |
Ad |
Ae |
Af |
Ag |
Ah |
Ai |
Aj |
Ak |
Al |
Am |
An |
Ao |
Ap |
Aq |
Ar |
As |
At |
Au |
Av |
Aw |
Ax |
Ay |
Az
 
Ada |
Adc |
Add |
Ade |
Adg |
Adh |
Adi |
Adj |
Adk |
Adl |
Adm |
Adn |
Ado |
Adr |
Ads |
Adt |
Adu |
Adv |
Adw |
Ady |
Adz
Die Liste der Biografien führt alle Personen auf, die in der deutschsprachigen Wikipedia einen Artikel haben. Dieses ist eine Teilliste mit 19 Einträgen von Personen, deren Namen mit den Buchstaben „Adh“ beginnt.

## Adh
- adh-Dhahabī (1274–1348), Gelehrtenbiograph und Historiker

### Adha
- Adham Khan († 1562), Höfling im Mogulreich
- Adham, Allen, Computerspielentwickler
- Adham, Ibrahim ibn, asketischer Sufi
- Adham, Ismail (1911–1940), ägyptischer Schriftsteller

### Adhe
- Adhemar (* 1972), brasilianischer Fußballspieler
- Adhemar de Monteil († 1098), Bischof von Le Puy-en-Velay, Legat des Ersten KreuzzugsAdhemar de Monteil († 1098)

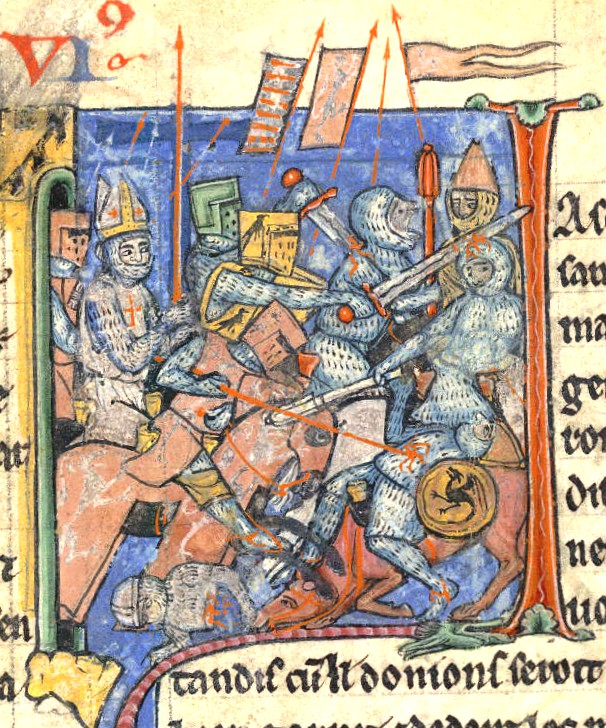
Adhemar de Monteil († 1098)

- Adhémar de Monteil († 1361), Bischof von Metz (1327–1361)
- Adhémar, Abel Comte d’ (1812–1851), französischer Komponist
- Adhémar, Jean (1908–1987), französischer Kunsthistoriker, Archivar, Spezialist für Druckgraphik und Hochschullehrer
- Adhémar, Joseph-Alphonse (1797–1862), französischer Mathematiker
- Adherbal († 112 v. Chr.), König von Numidien
- Adherbal († 230 v. Chr.), Kommandeur der karthagischen Flotte

### Adhi
- Adhiban, B. (* 1992), indischer Schachgroßmeister
- Adhikari, Kshetra Pratap (1942–2014), nepalesischer Lyriker und Liedtextdichter
- Adhikari, Man Mohan (1920–1999), nepalesischer Politiker
- Adhikari, Rana (* 1974), indisch-US-amerikanischer Physiker
- Adhikary, Konika Rani, bangladeschische Badmintonspielerin
- Adhin, Ashwin (* 1980), surinamischer Politiker